# DZ Bank
Die DZ Bank AG Deutsche Zentral-Genossenschaftsbank, Frankfurt am Main (Eigenschreibweise DZ BANK) mit Sitz in Frankfurt am Main ist innerhalb des genossenschaftlichen Finanzsektors als Zentralinstitut für alle rund 700 deutschen Kreditgenossenschaften zuständig. Darüber hinaus ist die DZ Bank Geschäftsbank für Firmenkunden sowie für institutionelle Anleger aus dem In- und Ausland.
Am 1. August 2016 fusionierte sie mit der in Düsseldorf ansässigen WGZ Bank, bisher Zentralbank für rund 200 Volksbanken und Raiffeisenbanken im Rheinland sowie in Westfalen. Gemäß der Aufstellung der größten Banken für das Jahr 2018 ist die DZ Bank nach Bilanzsumme die zweitgrößte Bank in Deutschland und die zentrale Bank des Bundesverbandes der Deutschen Volksbanken und Raiffeisenbanken mit seiner Gesamtbilanzsumme von etwa 1,2 Billionen.

## Geschichte

Ehemalige Preußenkasse am Zeughaus in Berlin (vorne links)

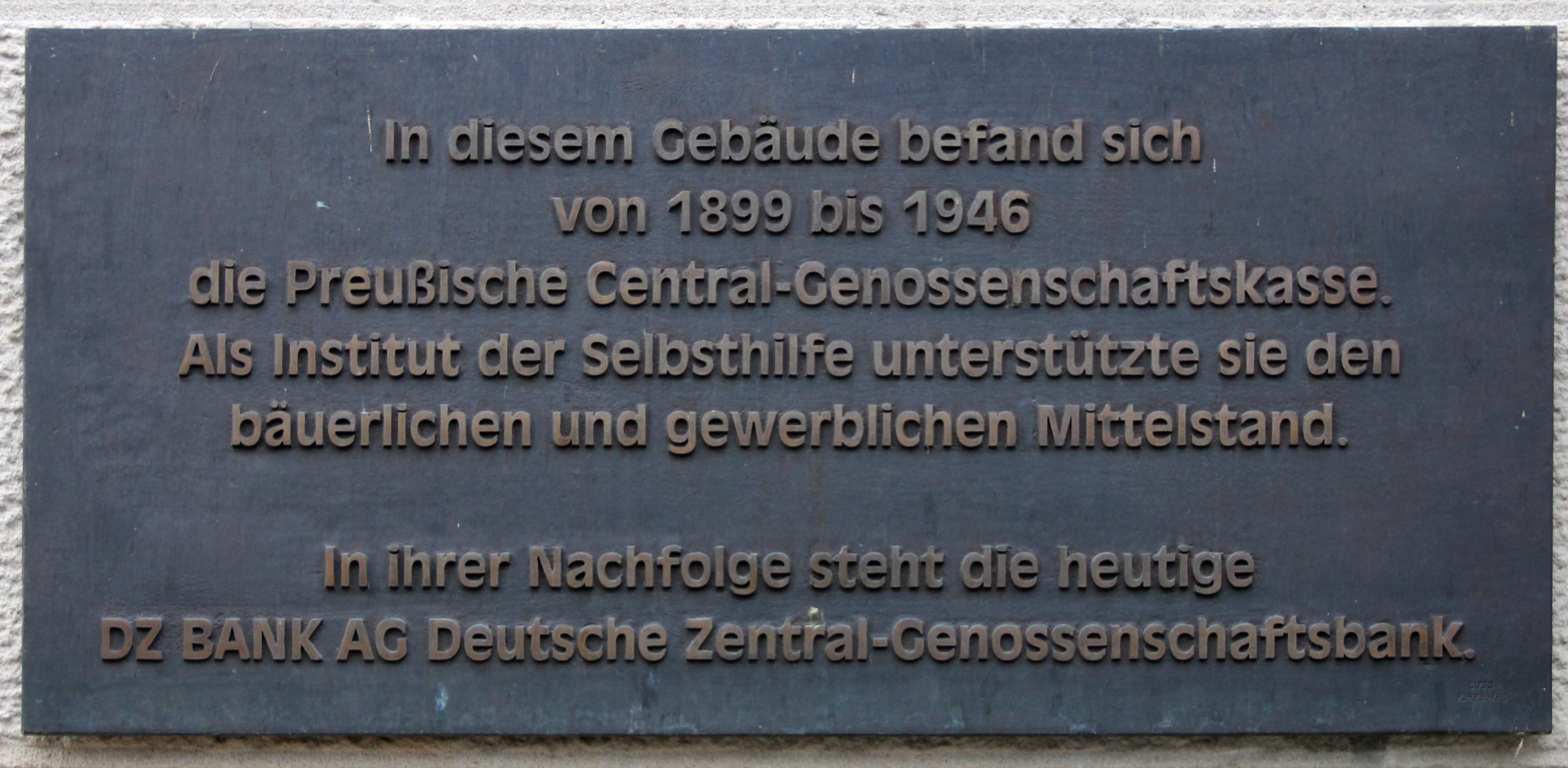
Gedenktafel am Haus, Am Zeughaus 2, in Berlin-Mitte

Die Wurzeln der DZ Bank reichen bis ins Jahr 1883 zurück. Damals schufen sich die hessischen Darlehnskassenvereine mit der Landwirtschaftlichen Genossenschaftsbank Darmstadt eine eigene regionale Zentralbank. Das Institut, das als Aktiengesellschaft gegründet wurde, sorgte für einen Liquiditätsausgleich unter den ländlichen Kreditgenossenschaften. Nachfolger der Landwirtschaftlichen Genossenschaftsbank wurde 1913 die Landesbauernkasse Rhein-Main-Neckar, Frankfurt am Main. Neben der Landesbauernkasse Rhein-Main-Neckar entstanden im Südwesten Deutschlands um bzw. nach der Jahrhundertwende weitere regionale Zentralgenossenschaftsbanken.
Parallel zur Gründung der Landwirtschaftlichen Genossenschaftsbank wurde auf Initiative des preußischen Finanzministers Johannes von Miquel 1895 die Preußische Zentralgenossenschaftskasse (Preußenkasse) als Anstalt des öffentlichen Rechts mit Sitz in Berlin errichtet. Die Preußenkasse war Zentralinstitut für zahlreiche regionale genossenschaftliche Zentralbanken, die bis dahin im Südosten und Osten, in der Mitte und im Norden Deutschlands entstanden waren. Die neue Bank ermöglichte diesen regionalen Verbandskassen, überschüssige Liquidität gegen angemessene Zinsen anzulegen bzw. zusätzliche Mittel zu mäßigen Zinsen zu beschaffen. 1928 übernahm der Jurist Otto Klepper von dem glücklosen Carl Semper die Präsidentschaft der 1927 in eine Krise geratenen Preußenkasse. Mit Hilfe des Freistaats Preußen und des Deutschen Reichs sanierte er die Kasse. Als Klepper am 7. November 1931 preußischer Finanzminister wurde, folgte ihm Hans Helfrich auf dem Präsidentensessel nach. In Ausdehnung ihres Geschäftsgebietes wurde die Preußenkasse 1932 in die Deutsche Zentralgenossenschaftskasse (Deutschlandkasse) umbenannt. Nach dem Zweiten Weltkrieg wurde das Institut in Frankfurt am Main als Deutsche Genossenschaftskasse (DGK) neu errichtet und 1975 in DG Bank Deutsche Genossenschaftsbank umbenannt.
In den 1980er Jahren verschmolz die DG Bank mit verschiedenen regionalen Zentralbanken wie der Bayerischen Raiffeisen-Zentralbank in München. Auch Zentralgenossenschaftsbanken im Südwesten Deutschlands und in Frankfurt fusionierten zwischen 1970 und 1978 unter anderem zur Südwestdeutschen Genossenschafts-Zentralbank AG, Frankfurt (SGZ-Bank) und zur GZB-Bank Genossenschaftliche Zentralbank AG, Stuttgart.
Die DG Bank wurde 1998 unter der Leitung von Bernd Thiemann auf Grundlage des DG Bank-Umwandlungsgesetzes privatisiert und in eine Aktiengesellschaft umgewandelt. Die SGZ-Bank und die GZB-Bank fusionierten 2000 zur GZ-Bank AG, Frankfurt/Stuttgart. 2001 fusionierte die DG Bank mit der GZ-Bank zur heutigen DZ Bank.

## Fusion mit der WGZ Bank
Am 19. November 2015 kündigten DZ Bank und WGZ Bank die Fusion beider Institute an, um damit den jahrzehntelangen Konsolidierungsprozess im Bereich der Zentralinstitute der Genossenschaftsbanken zu vollenden. Vorausgegangen waren in den Vorjahren mehrere gescheiterte Fusionsanläufe der beiden letzten Zentralbanken der genossenschaftlichen Finanzgruppe. Gründe dafür waren u. a. veränderte wirtschaftliche Rahmenbedingungen, wie etwa die Auswirkungen der Finanzkrise 2008.
Anfang Mai 2016 haben die Aufsichtsräte einstimmig für den Zusammenschluss votiert. Am 21./22. Juni 2016 stimmten die Anteilseigner beider Institute auf den jeweiligen Hauptversammlungen für die Fusion. Die vereinigte Zentralbank hat ihren Sitz in Frankfurt am Main und bietet den Genossenschaftsbanken eine einheitliche und umfassende Unterstützung. Hauptstandorte der vereinigten Zentralbank sind Düsseldorf und Frankfurt. Starttermin der neuen Zentralbank war der 1. August 2016.

## Geschäftstätigkeit

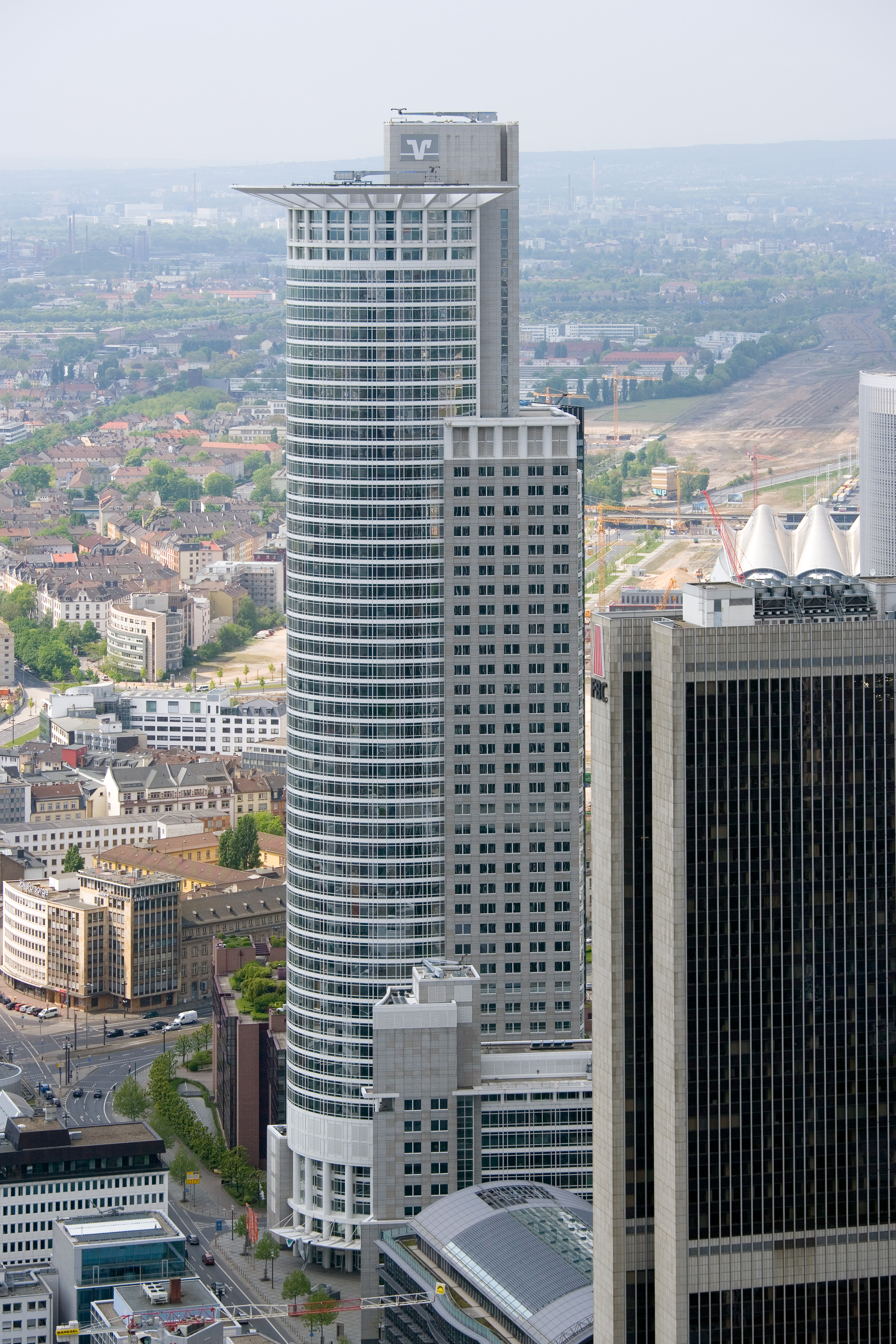
Westendstraße 1, Sitz der DZ Bank

Die Bank ist Zentralinstitut aller rund 700 deutschen Volksbanken, Raiffeisenbanken, Sparda-Banken, PSD Banken und weiterer Genossenschaftsbanken mit deren 10.500 Geschäftsstellen. In dieser Funktion unterstützt die DZ Bank die Genossenschaftsbanken mit Dienstleistungen wie Liquiditätsausgleich und der Bereitstellung von Refinanzierungsmitteln sowie zahlreichen modernen Bankprodukten.
Neben ihrer Funktion als Spitzeninstitut im genossenschaftlichen Bankensektor ist die DZ Bank auch Geschäftsbank für Firmenkunden sowie Institutionelle aus dem In- und Ausland. Hier bietet die DZ Bank Investment Banking, Risikomanagement-Produkte, (Re)finanzierung, strukturierte Finanzierung, Corporate Finance und Research an. Darüber hinaus fungiert die Bank als Holding für Verbundunternehmen der DZ-Bank-Gruppe (Eigenschreibung DZ BANK Gruppe). Zu den wichtigsten Beteiligungen an Spezialinstituten gehören: 
- die Bausparkasse Schwäbisch Hall,
- die DZ Hyp,
- die DZ Privatbank S.A. in Luxemburg,
- die VR Leasing sowie
- die R+V Versicherung,
- die Teambank, die das Produkt easycredit vertreibt, und
- die Union Asset Management.

Die Abwicklung des Wertpapiergeschäftes für die Kreditgenossenschaften läuft über die Beteiligung dwpbank Deutsche Wertpapierservice Bank. Über ihre Beteiligung an der VR Payment GmbH unterstützt die DZ Bank die Kreditgenossenschaften in der Abwicklung des Kreditkartengeschäfts und beim elektronischen Bezahlen.
Hauptsitz der Bank in Frankfurt am Main ist das von der Architekten-Sozietät Kohn Pedersen Fox Associates von 1990 bis 1993 gebaute 208 Meter hohe Hochhaus Westendstraße 1 – wegen des Strahlenkranzes, der knapp 20 Meter über den Grundriss des Gebäudes hinausragt, auch Kronenhochhaus genannt. Am Pariser Platz in Berlin befindet sich wenige Straßen vom ehemaligen Standort der Preußischen Zentralgenossenschaftskasse entfernt eine Niederlassung. Das von 1996 bis 2001 gebaute und von dem Architekten Frank O. Gehry entworfene DZ-Bank-Gebäude am Pariser Platz hat eine futuristisch gestaltete Raumskulptur im Inneren und ein fischartig gewölbtes Glasdach. Neben verschiedenen Standorten in Deutschland unterhält die DZ Bank auch Filialen in New York, London, Singapur und Hongkong.

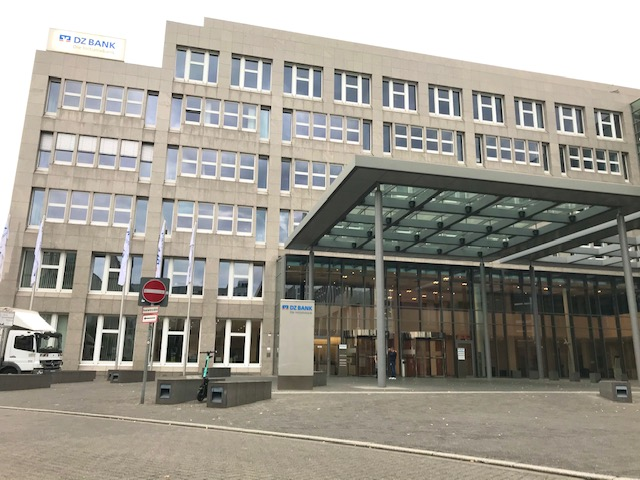
DZ Bank Hauptstandort Düsseldorf

Die DZ Bank besitzt eine der bedeutendsten Sammlungen zeitgenössischer künstlerischer Fotografie, die über 6000 Werke von mehr als 550 Künstlern umfasst. Im Art Foyer DZ Bank, das regelmäßige Führungen anbietet, sowie in externen Ausstellungen öffnet sie ihre DZ Bank Kunstsammlung der Öffentlichkeit.
Die DZ Bank Stiftung fördert Wissenschaft, Forschung und Lehre an Universitäten und Hochschulen sowie Forschungsprojekte und herausragende wissenschaftliche Arbeiten, die einen direkten Bezug zum Bank- oder Genossenschaftswesen haben.

## Arbeitnehmervertretung
Seit der Privatisierung 1998 verfügt die DZ Bank über einen Gesamtbetriebsrat und örtliche Betriebsräte, zuvor über Personalräte. 2010 veröffentlichte der Frankfurter Betriebsrat den Aufruf vom Platz der Republik – Lehren aus der Bankenkrise mit Vorschlägen zur Verhinderung erneuter Bankenkrisen.

## Rechtsstreit mit der Kaupthing Bank nach deren Insolvenz
Die DZ Bank war bis Oktober 2008 die Clearingbank der isländischen Kaupthing Bank. In ihrer Funktion als kontoführendes Institut der Kaupthing Edge Deutschland pfändete sie am 8. Oktober 2008, noch vor dem Moratorium der BaFin, 55 Mio. Euro Guthaben auf dem Clearingkonto, um eigene Forderungen zu bedienen. Über den rechtlichen Status des Geldes gab es unterschiedliche Angaben. Wegen dieser Pfändung befand sich die DZ Bank im Rechtsstreit mit der Kaupthing Bank.

## Wesentliche Beteiligungen
- VR Factoring GmbH, Frankfurt am Main
- Bausparkasse Schwäbisch Hall AG, Schwäbisch Hall
- DZ Hyp AG, Hamburg und Münster
- DVB Bank SE, Frankfurt am Main
- dwpbank Deutsche Wertpapierservicebank AG, Frankfurt am Main
- DZ Privatbank S.A., Strassen (Luxemburg)
- VR Equitypartner GmbH, Frankfurt am Main
- VR Payment GmbH, Frankfurt am Main
- R+V Versicherung AG, Wiesbaden
- Teambank AG, Nürnberg
- Union Asset Management Holding AG, Frankfurt am Main
- VR Smart Finanz AG, Eschborn
- ReiseBank AG, Frankfurt am Main

## Anteilseigner
Die DZ Bank AG hatte am 31. Dezember 2023 ein Grundkapital von 4.926 Mio. Euro. Dieses teilt sich auf die folgenden Anteilseigner auf:
- Genossenschaftsbanken (direkt und indirekt) 94,7 %
- Sonstige genossenschaftliche und sonstige Unternehmen 5,3 %

## Kennzahlen
| DZ-Bank-Gruppe          | 2011    | 2012    | 2013    | 2014    | 2015    | 2016    | 2017    | 2018   | 2019   | 2020   | 2021   | 2022   | 2023   |
| ----------------------- | ------- | ------- | ------- | ------- | ------- | ------- | ------- | ------ | ------ | ------ | ------ | ------ | ------ |
| Bilanzsumme (Mrd. Euro) | 405,926 | 407,236 | 385,398 | 402,543 | 408,341 | 509,447 | 505,594 | 518,7  | 559,5  | 594,6  | 627,3  | 628,4  | 644.6  |
| Mitarbeiterzahl         | 27.828  | 28.227  | 28.962  | 29.596  | 30.029  | 29.341  | 30.279  | 30.732 | 30.825 | 31.410 | 32.271 | 32.985 | 33.622 |